# Atari-демократ
Atari-демократ (англ. Atari Democrat) — прозвище американских законодателей-демократов 1980-х и 1990-годов, которые выступали за поддержку и развитие высокотехнологичных и смежных отраслей с целью стимулирования экономики и создания новых рабочих мест. Этот термин относится к известному в 1980-х годах бренду игровых приставок и игровых автоматов Atari.

## Значение
В 1983 году в статье газеты San Jose Mercury News под термином Atari-демократы подразумевались «умные молодые конгрессмены, которые стремились сделать своей целью восстановление американского бизнеса». В следующем году газета The Philadelphia Inquirer сообщала о «молодом либерале, пытающемся подтолкнуть партию к более активному участию в высокотехнологичных решениях», а также упоминала, что «с июля 1982 года он появлялся на страницах The New Yorker, Business Week, Fortune, Time и… в The Wall Street Journal.» В 1989 году, «The New York Times» предполагала, что Atari-демократы, ныне также известные как «Зелёные демократы», были «молодыми умеренными, которые рассматривали инвестиции и высокие технологии как современный ответ на Новый курс». Издание также обсуждало возникший в 1980-х годах разрыв между поколениями в лице сохранявших интерес к традиционным взглядам на социальный либерализм старых либералов и Atari-демократов, которые пытались найти золотую середину:
Когда Atari-демократы впервые появились в ранние годы правления Рейгана, их приверженность свободным рынкам и инвестициям вызвала много критики со стороны старых либералов, которые считали их неолиберализм подогретым рейганизмом. Г-н Лихи, сочетающий свой экологизм со старомодной приверженностью к социальным программам, утверждает, что сокращения в годы Рейгана предполагали, что для членов его класса в Конгрессе было ошибкой принимать старые программы как должное. Но некоторые Atari-демократы утверждают, что их приверженность инновационному использованию рынков и окружающей среды дополняют друг друга. Г-н Вирт, например, стремился объединить две свои страсти, утверждая, что рыночные силы могут быть использованы для защиты окружающей среды и работать лучше, чем "правила командования и контроля".

## Представители
С Atari-демократами идентицифировали сенатора от штата Теннесси Эла Гора, cенатора от штата Колорадо Тима Вирта, сенатора от штата Вермонт Патрика Лихи, сенатора от штата Массачусетс Пола Цонгаса и сенатора от штата Колорадо Гэри Харта.